# Rouffignac
Pour les articles homonymes, voir Rouffignac (homonymie).
Rouffignac est une commune du sud-ouest de la France située dans le département de la Charente-Maritime (région Nouvelle-Aquitaine).
Ses habitants sont appelés les Rouffignacais et les Rouffignacaises.

## Géographie

### Communes limitrophes
|                       | Villexavier | Tugéras-Saint-Maurice |
| Salignac-de-Mirambeau | Rouffignac  | Chartuzac             |
| Courpignac            | Chamouillac | Coux                  |

## Urbanisme

### Typologie
Au 1er janvier 2024, Rouffignac est catégorisée commune rurale à habitat très dispersé, selon la nouvelle grille communale de densité à 7 niveaux définie par l'Insee en 2022.
Elle est située hors unité urbaine et hors attraction des villes,.

### Occupation des sols
L'occupation des sols de la commune, telle qu'elle ressort de la base de données européenne d’occupation biophysique des sols Corine Land Cover (CLC), est marquée par l'importance des territoires agricoles (82,9 % en 2018), une proportion identique à celle de 1990 (82,9 %). La répartition détaillée en 2018 est la suivante : 
zones agricoles hétérogènes (36,3 %), terres arables (24,7 %), cultures permanentes (20,2 %), forêts (17,1 %), prairies (1,7 %). L'évolution de l’occupation des sols de la commune et de ses infrastructures peut être observée sur les différentes représentations cartographiques du territoire : la carte de Cassini (XVIIIe siècle), la carte d'état-major (1820-1866) et les cartes ou photos aériennes de l'IGN pour la période actuelle (1950 à aujourd'hui).

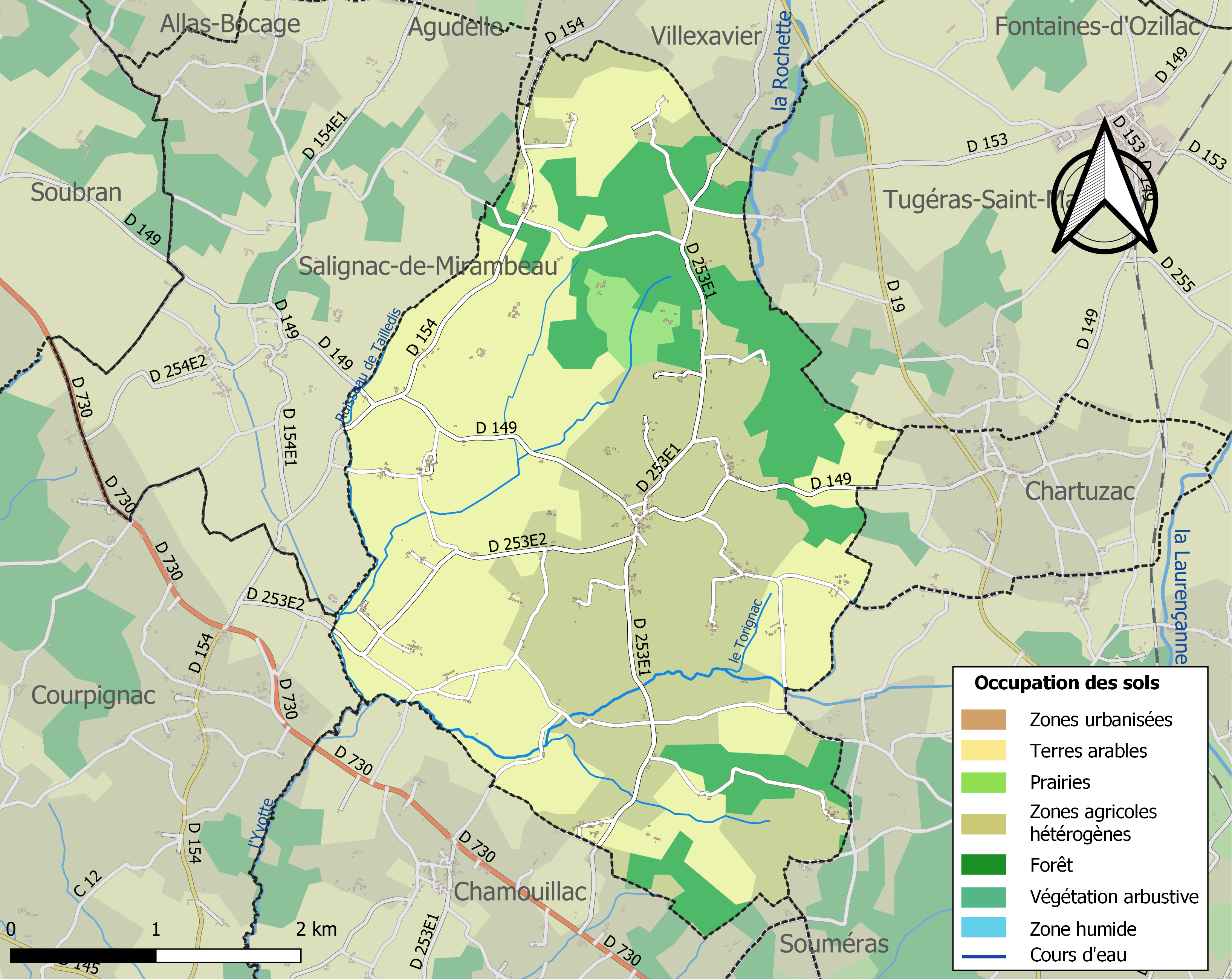
Carte des infrastructures et de l'occupation des sols de la commune en 2018 (CLC).

### Risques majeurs
Le territoire de la commune de Rouffignac est vulnérable à différents aléas naturels : météorologiques (tempête, orage, neige, grand froid, canicule ou sécheresse), mouvements de terrains et séisme (sismicité faible). Il est également exposé à deux risques technologiques,  le transport de matières dangereuses et le risque nucléaire. Un site publié par le BRGM permet d'évaluer simplement et rapidement les risques d'un bien localisé soit par son adresse soit par le numéro de sa parcelle.

#### Risques naturels

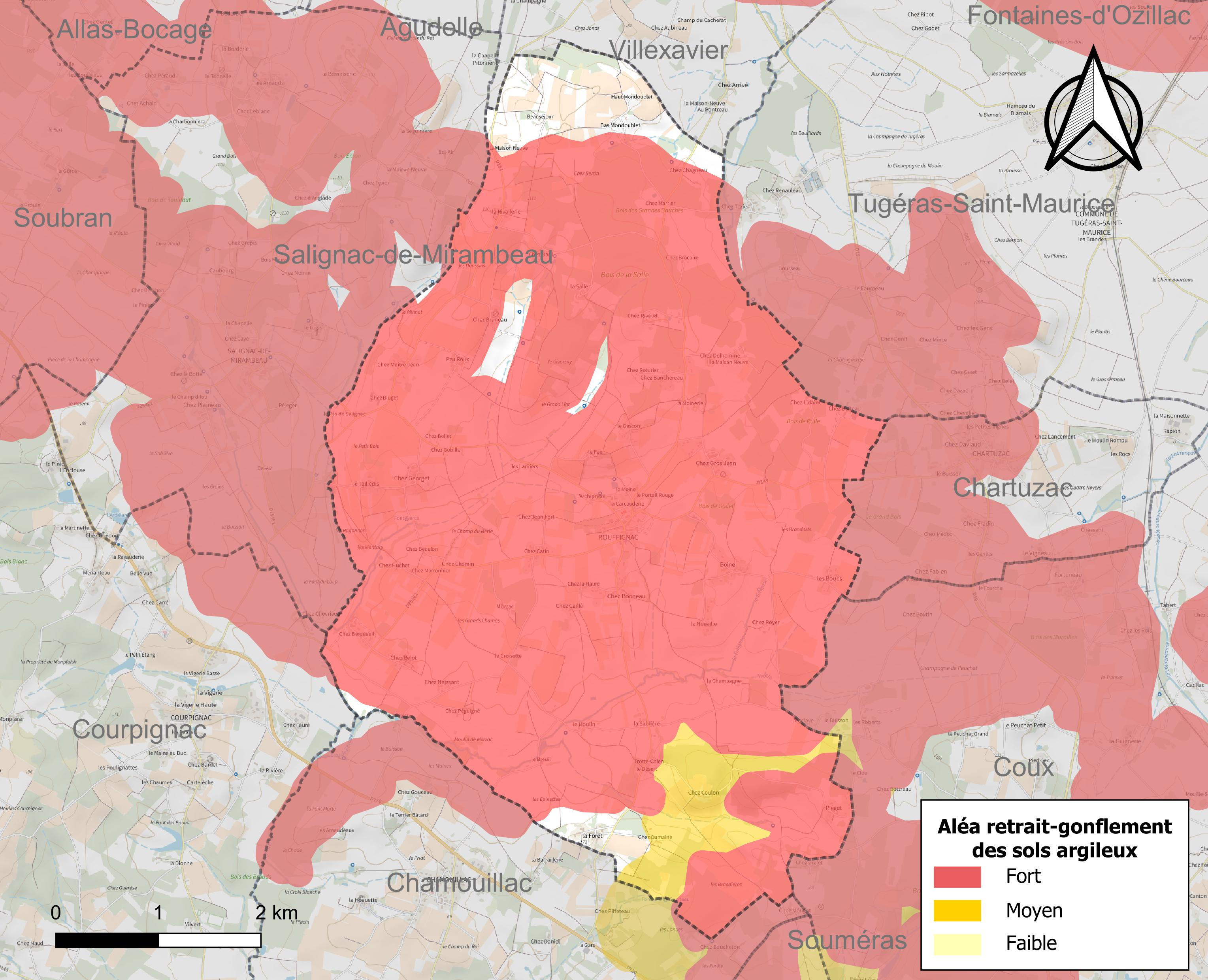
Carte des zones d'aléa retrait-gonflement des sols argileux de Rouffignac.

Les mouvements de terrains susceptibles de se produire sur la commune sont des tassements différentiels.
Le retrait-gonflement des sols argileux est susceptible d'engendrer des dommages importants aux bâtiments en cas d’alternance de périodes de sécheresse et de pluie. 92,7 % de la superficie communale est en aléa moyen ou fort (54,2 % au niveau départemental et 48,5 % au niveau national). Sur les 257 bâtiments dénombrés sur la commune en 2019,  239 sont en aléa moyen ou fort, soit 93 %, à comparer aux 57 % au niveau départemental et 54 % au niveau national. Une cartographie de l'exposition du territoire national au retrait gonflement des sols argileux est disponible sur le site du BRGM,.
Par ailleurs, afin de mieux appréhender le risque d’affaissement de terrain, l'inventaire national des cavités souterraines permet de localiser celles situées sur la commune.
La commune a été reconnue en état de catastrophe naturelle au titre des dommages causés par les inondations et coulées de boue survenues en 1982, 1999 et 2010. Concernant les mouvements de terrains, la commune a été reconnue en état de catastrophe naturelle au titre des dommages causés par la sécheresse en 2003 et 2005 et par des mouvements de terrain en 1999 et 2010.

#### Risques technologiques
Le risque de transport de matières dangereuses sur la commune est lié à sa traversée par une ou des infrastructures routières ou ferroviaires importantes ou la présence d'une canalisation de transport d'hydrocarbures. Un accident se produisant sur de telles infrastructures est susceptible d’avoir des effets graves sur les biens, les personnes ou l'environnement, selon la nature du matériau transporté. Des dispositions d’urbanisme peuvent être préconisées en conséquence.
La commune étant située totalement dans le périmètre du plan particulier d'intervention (PPI) de 20 km autour de la centrale nucléaire du Blayais, elle est exposée au risque nucléaire. En cas d'accident nucléaire, une alerte est donnée par différents médias (sirène, sms, radio, véhicules). Dès l'alerte, les personnes habitant dans le périmètre de 2 km se mettent à l'abri. Les personnes habitant dans le périmètre de 20 km peuvent être amenées, sur ordre du préfet, à évacuer et ingérer des comprimés d’iode stable,,.

## Histoire

### Origine du nom
D'après le dictionnaire de Toponymie d'Albert Dauzat, Rouffignac vient du nom d’homme latin Ruffignus variante de Rufinius ou de Rufinus et du Suffixe -acum.

## Administration

### Liste des maires

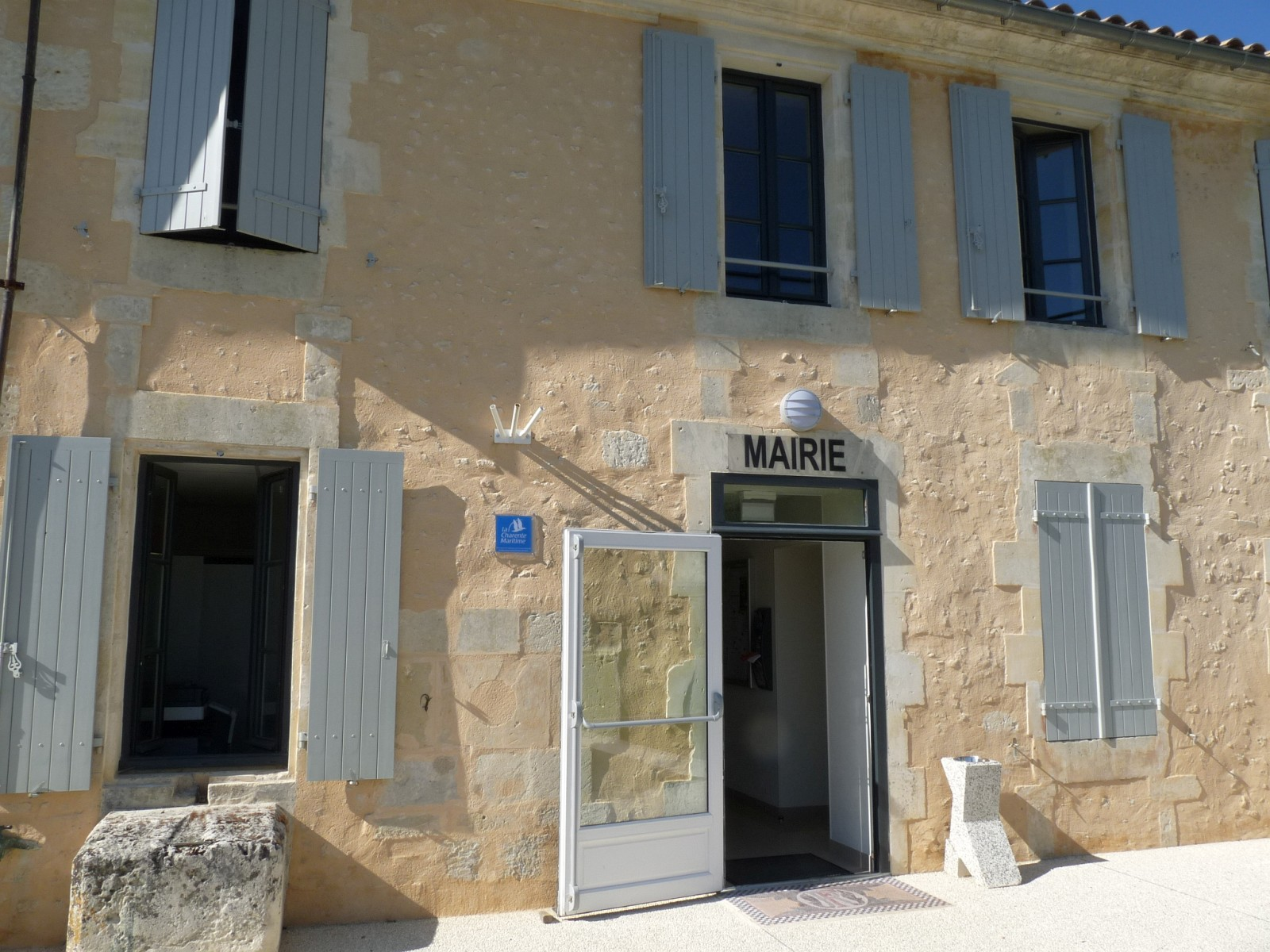
La mairie en 2014

| Période                                  | Période  | Identité             | Étiquette | Qualité    |
| ---------------------------------------- | -------- | -------------------- | --------- | ---------- |
| 2001                                     | 2008     | René Mornon          |           |            |
| 2008                                     | 2014     | Jean-Claude Pérodeau |           |            |
| 2014                                     | En cours | Dominique Amiaud     | SE        | Professeur |
| Les données manquantes sont à compléter. |          |                      |           |            |

## Population et société

### Démographie

#### Évolution démographique
L'évolution du nombre d'habitants est connue à travers les recensements de la population effectués dans la commune depuis 1793. Pour les communes de moins de 10 000 habitants, une enquête de recensement portant sur toute la population est réalisée tous les cinq ans, les populations de référence des années intermédiaires étant quant à elles estimées par interpolation ou extrapolation. Pour la commune, le premier recensement exhaustif entrant dans le cadre du nouveau dispositif a été réalisé en 2007.

En 2022, la commune comptait 427 habitants, en évolution de −1,39 % par rapport à 2016 (Charente-Maritime : +4,04 %, France hors Mayotte : +2,11 %).
| 1793  | 1800 | 1806 | 1821  | 1831  | 1836  | 1841  | 1846 | 1851 |
| ----- | ---- | ---- | ----- | ----- | ----- | ----- | ---- | ---- |
| 1 045 | 720  | 949  | 1 016 | 1 166 | 1 034 | 1 020 | 980  | 971  |

| 1856 | 1861 | 1866 | 1872 | 1876 | 1881 | 1886 | 1891 | 1896 |
| ---- | ---- | ---- | ---- | ---- | ---- | ---- | ---- | ---- |
| 951  | 955  | 939  | 872  | 863  | 839  | 792  | 724  | 735  |

| 1901 | 1906 | 1911 | 1921 | 1926 | 1931 | 1936 | 1946 | 1954 |
| ---- | ---- | ---- | ---- | ---- | ---- | ---- | ---- | ---- |
| 749  | 744  | 740  | 680  | 628  | 592  | 603  | 515  | 532  |

| 1962 | 1968 | 1975 | 1982 | 1990 | 1999 | 2006 | 2007 | 2012 |
| ---- | ---- | ---- | ---- | ---- | ---- | ---- | ---- | ---- |
| 506  | 475  | 418  | 374  | 358  | 361  | 427  | 436  | 433  |

| 2017 | 2022 | - | - | - | - | - | - | - |
| ---- | ---- | - | - | - | - | - | - | - |
| 422  | 427  | - | - | - | - | - | - | - |

## Culture et loisirs

### Distinctions culturelles
Rouffignac fait partie des communes ayant reçu[Quand ?] l’étoile verte espérantiste, distinction remise aux maires de communes recensant des locuteurs de la langue construite espéranto[réf. nécessaire].

### Sentiers de randonnées
La commune est une des étapes d'un sentier de grande randonnée balisé, le GR 360.

## Lieux et monuments
L'église paroissiale Saint-Christophe date initialement du XIIe siècle. Elle a été construite sur le plan d’une croix latine, puis complètement reconstruite au XIVe siècle. Elle a échappé à la destruction pendant les guerres de religion, contrairement à plusieurs autres des environs, car elle relevait directement du roi, et non pas des seigneurs locaux[réf. nécessaire].
L'édifice est inscrit monument historique depuis 1925.

Église Saint-Christophe
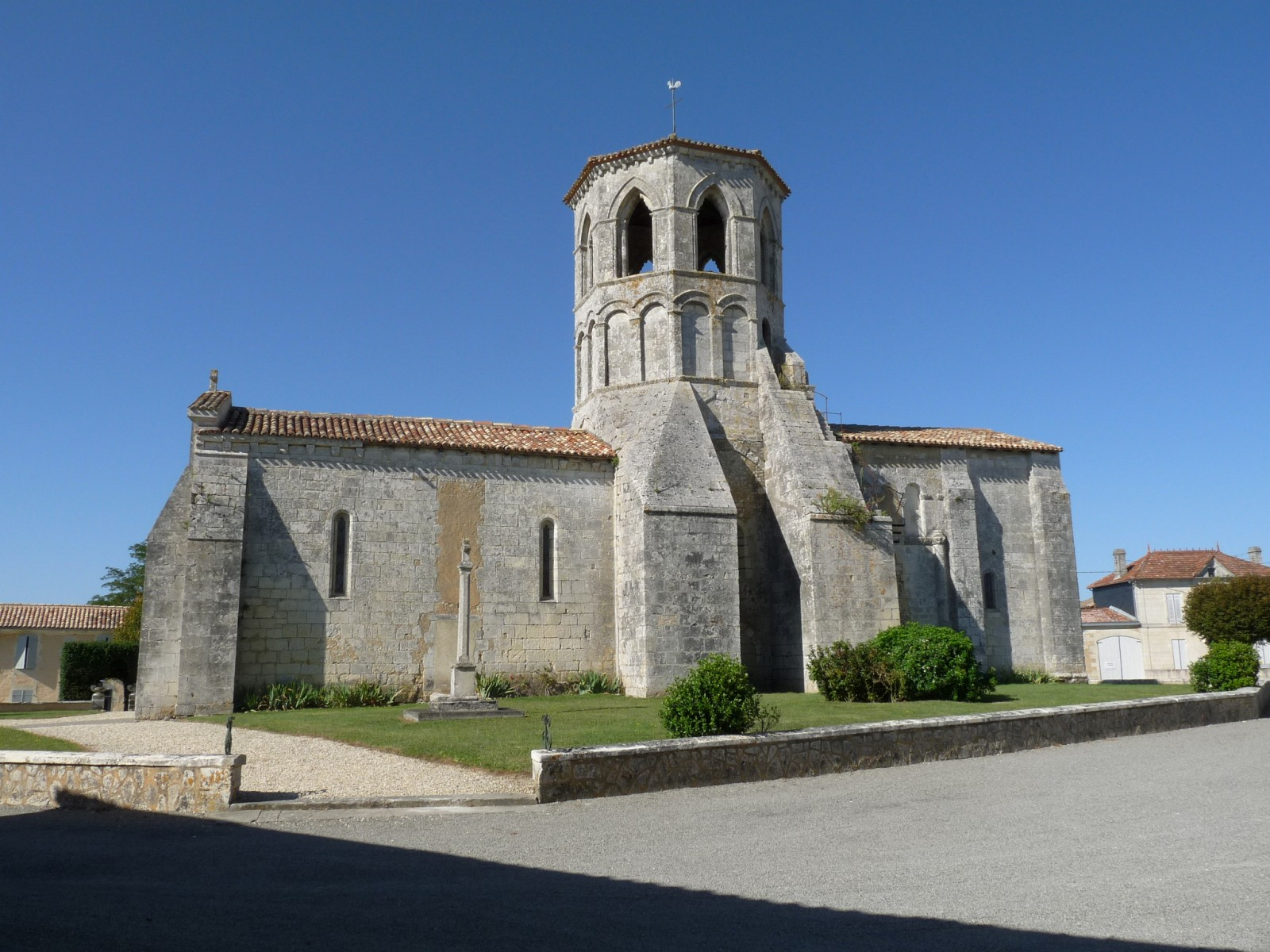
Vue latérale sud
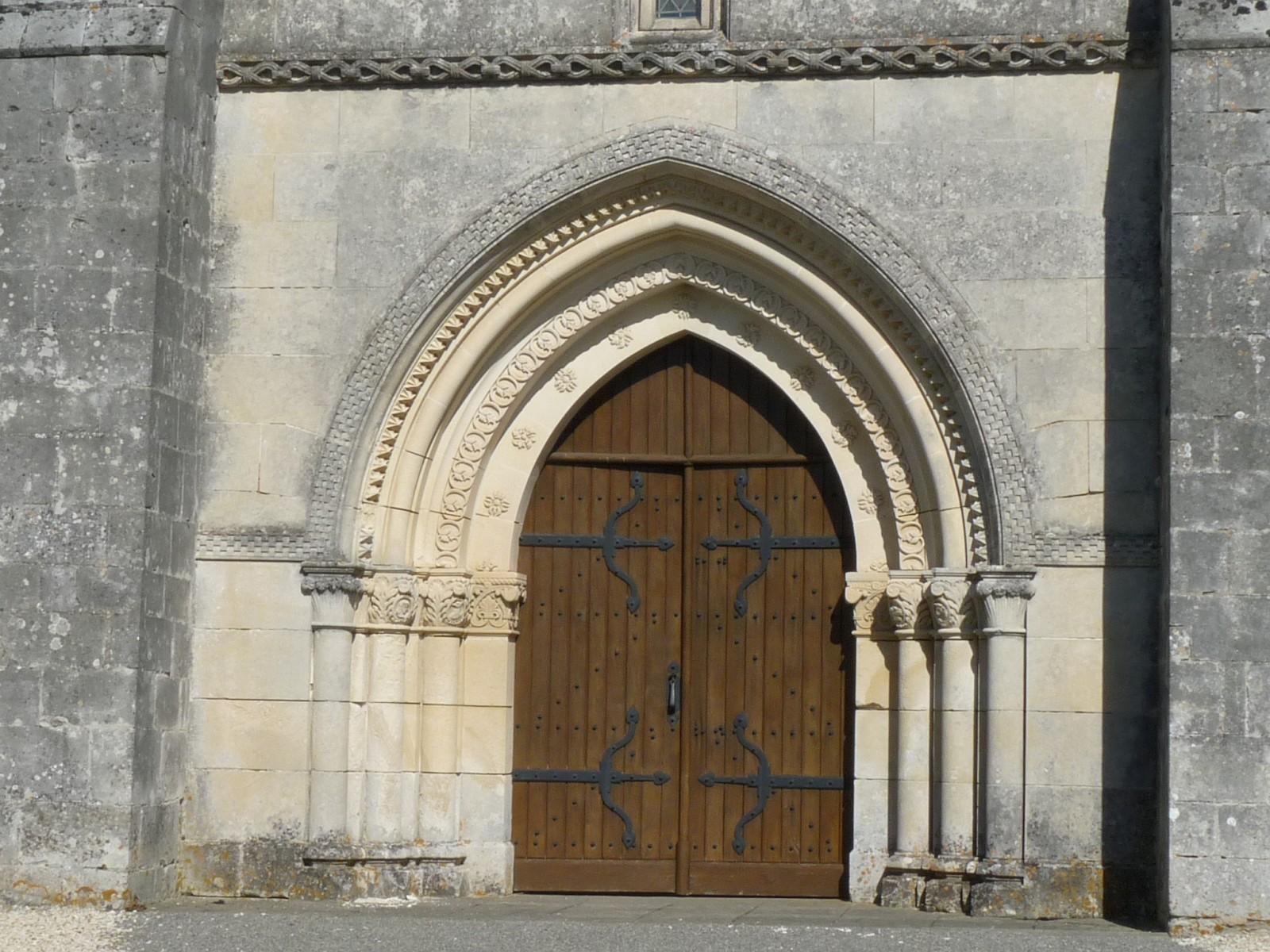
Le portail
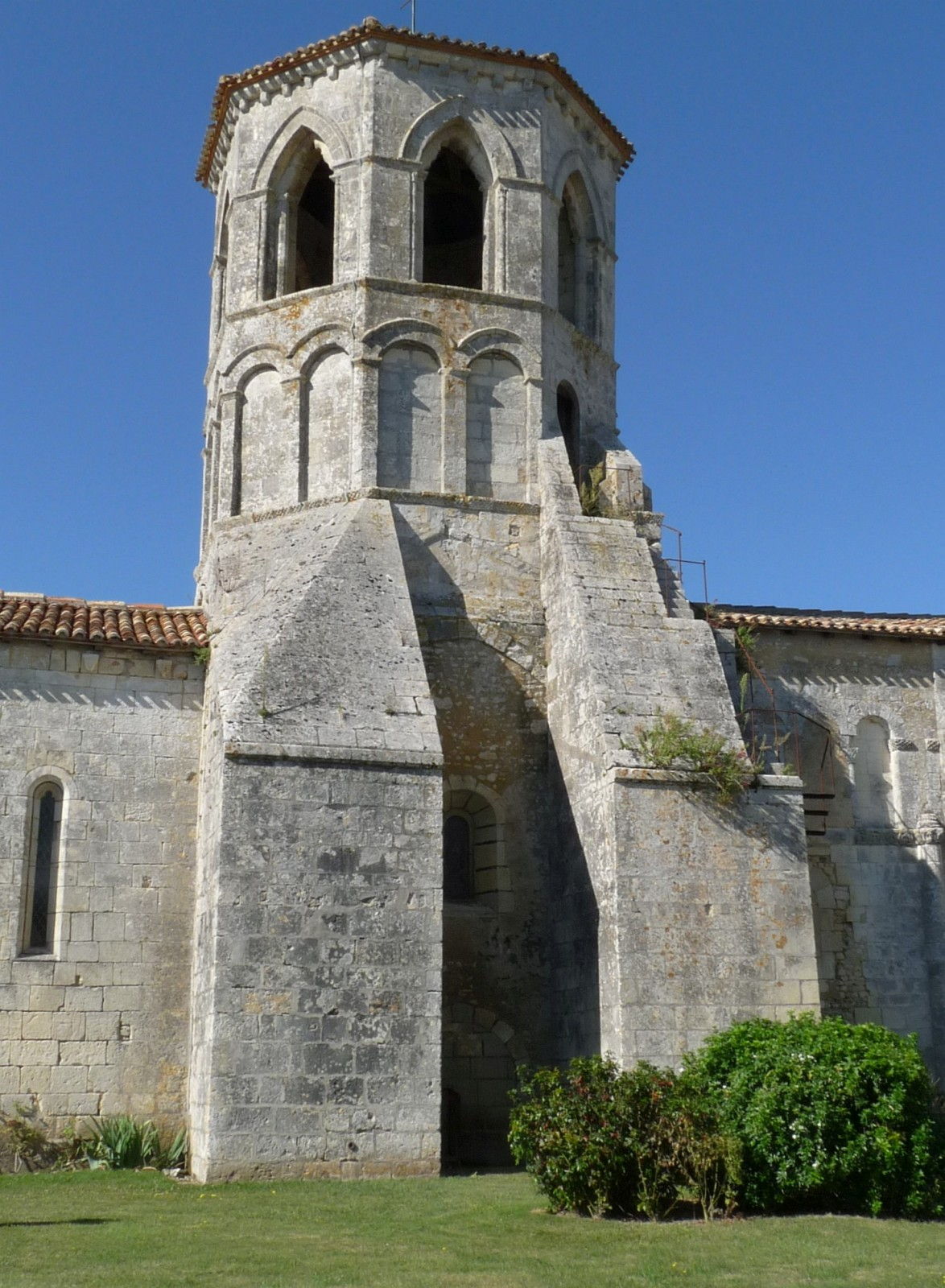
Le clocher

## Personnalités liées à la commune

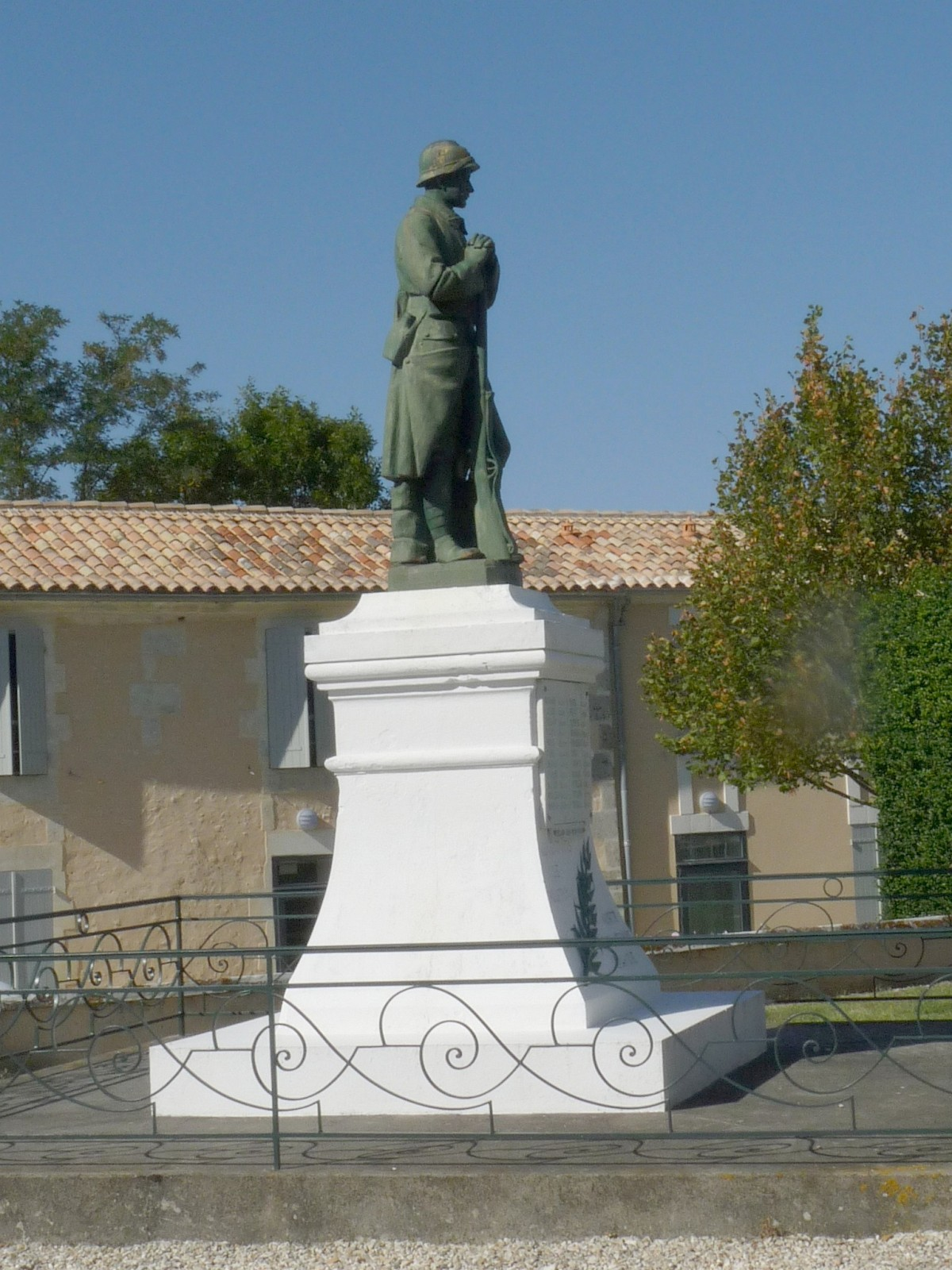
Le monument aux morts